# Frithjof Ulleberg
Frithjof Ulleberg (Kristiania, 10 de setembro de 1911 - 31 de janeiro de 1993) foi um futebolista norueguês, medalhista olímpico. 

## Carreira
Frithjof Ulleberg fez parte do elenco medalha de bronze, nos Jogos Olímpicos de 1936.

## Ligações Externas
- Perfil em Databaseolympics